# Église Notre-Dame-de-l'Assomption de Chanaleilles
Pour les articles homonymes, voir Église Notre-Dame-de-l'Assomption.
L'église Notre-Dame-de-l'Assomption est une église catholique située en France sur la commune de Chanaleilles, dans la région Auvergne-Rhône-Alpes.

## Localisation
L'église est située dans le département français de la Haute-Loire, sur la commune de Chanaleilles, dans l'ancienne région historique et culturelle d'Auvergne.

## Historique
Chanaleilles servait de relais sur la Via Podiensis, qui guidait les pèlerins en direction de Compostelle. Le village était également un prieuré dépendant de l'abbaye de Saint-Chaffre. L'église est un édifice roman en granit, doté d'un clocher peigne percé de six arcades ajoutées à une date ultérieure (la partie inférieure datant du XIIe siècle et le couronnement à arcades du XVe siècle).

## Description
La partie supérieure du clocher présente des piedroits et des arcs ornés de doubles cavets, ainsi que des couronnements de contreforts décorés de pignons surmontés d'un ornement très rudimentaire. La plate-forme arrière, avec ses arcatures, semble également dater de la même époque. La nef principale est flanquée de chapelles latérales et se termine par un chœur voûté en plein cintre et une abside pentagonale surmontée d'une voûte en cul-de-four. Le passage entre la nef et le chœur est délimité par un arc de triomphe qui repose sur un dosseret.

## Protection
L'église, sauf parties classées, est inscrite au titre des monuments historiques par arrêté du 24 février 1969. Le clocher-arcade est classé au titre des monuments historiques par arrêté du 27 décembre 1979.